# Битва при Булаире
Битва при Булаи́ре произошла 8 февраля (26 января по юлианскому календарю) 1913 года между Болгарской 7-й Рильской пехотной дивизией под командованием генерал-майора Георгия Тодорова и Османскими дивизиями: «Муретеби»[уточнить] и 27-й пехотной дивизией под командованием Али Фетхи Окьяра, объединёнными в 10-й корпус. Битва произошла в районе Булаира и старой крепости Цимпэ, которая во второй половине 14 века была отправной точкой для османского вторжения в Европу. Битва была выиграна Болгарией и стала символической местью за османские вторжения и завоевание Балкан. Победа была увековечена болгарами написанием марша «Булаир».

## Фон
29 января 1913 года в Османской империи произошёл переворот, который возглавил младотурецкий лидер Энвер-бей. Новое правительство 3 февраля нарушило перемирие с православными балканскими государствами и возобновило боевые действия. Битва при Булаире была частью общего турецкого наступления, включая наступательные операции у Чаталджи и высадку в Шаркой. Османское командование пыталось перехватить инициативу в военной кампании и, в случае успеха, войти в Восточную Фракию и прорваться к осаждённому Эдирне (Адрианополь).

## Ход боевых действий
Наступление началось около 6 часов утра 8 февраля, когда дивизия Муретеби, прикрываясь опустившимся туманом, двинулась по двум направлениям: вдоль побережья бухты Сарос и по дороге из Булаира в деревню Кавак. Наступавшие части были обнаружены всего в сотне шагов от передовых болгарских окопов. Выдвинувшись к насыпи в 7 часов утра, турецкая артиллерия открыла огонь. Огонь открыла также болгарская артиллерия 13-го пехотного полка, задержав этим продвижение противника.

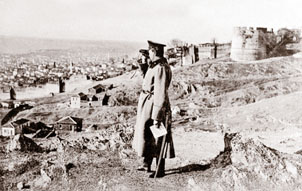
Ген. Тодоров, 1913 г.

В 8 часов 8 февраля 27-я дивизия, сконцентрировав свои силы на берегу Мраморного моря, перешла в наступление. Создав превосходство сил, турки захватили ферму Доган-Арслан, что создало угрозу левому флангу 22-го пехотного полка. Командование 7-й дивизии отреагировало немедленно, приказав 13-му Рильскому пехотному полку контратаковать подступы к позиции, в результате чего атака дивизии Муретеби была отбита, а Рассечённый курган возвращен болгарской стороне.
Турки были поражены решительными действиями болгар, увидев против себя всего 4 роты 22-го фракийского пехотного полка. В это время артиллерия 7-й дивизии сосредоточила огонь по ферме Доган-Арслан.
В 15:00 22-й фракийский пехотный полк контратаковал турецкий левый фланг и начал короткую, но ожесточенную рукопашную схватку, в том числе холодным оружием, в которой правая колонна османов была разбита и обращена в бегство. Бо́льшая часть бегущей турецкой дивизии была перебита в схватке или уничтожена точным артиллерийским огнём. Болгарские войска перешли в наступление, отбросив левую колонну противника.
В 17:00. Османские войска возобновили наступление на центр, но были отброшены, понеся большие потери. Турецкий обоз был захвачен, территория очищена от турок, а оборона болгарских позиций восстановлена.

## Итоги боя
В битве при Булаире передовые части турецкой армии потеряли половину своего состава и оставили почти всю свою технику на поле боя. Соотношение турецких и болгарских санитарных и особенно безвозвратных потерь оценивается как 43:1 в пользу последних — одно из самых высоких в мировой военной истории.

## Память
- В честь этой победы болгарами написан марш «Булаир[болг.]»;
- Название сражения было написано на одном из магазинов стрелка из Крайстчёрча[3][4][5].